# Daniel Rutherford
Daniel Rutheford (3. listopad 1749, Edinburgh – 15. prosinec 1819, Edinburgh) byl skotský chemik a botanik, který jako první na světě roku 1772 izoloval prvek dusík. Rutheford ovšem pracoval s tehdy běžným konceptem flogistonu, věřil tedy, že látka, jíž takto získal (za pomoci reakce hydroxidu draselného a oxidu uhličitého), je prostě vzduch, který odebral flogistonu. Nazval ji tudíž „deflogistovaný vzduch“. Teprve později byl prvek zasazen do jiného pojetí chemie, název nitrogen vymyslel roku 1790 Jean-Antoine Chaptal, Antoine Lavoisier prvku říkal azot, český pojem dusík zavedl Jan Svatopluk Presl. Rutherford byl žákem Josepha Blacka, objevitele oxidu uhličitého, a strýcem spisovatele Waltera Scotta.